# Касьян-Арита
Касья́н-Арита́ (рос. Касьян-Арыта) — невеликий острів в Оленьоцькій затоці моря Лаптєвих. Територіально відноситься до Якутії, Росія.
Розташований в центрі затоки, в дельті річки Оленьок. Знаходиться між протоками Кьорсюсе-Тьобюлеге на сході та півночі та Кугун-Тьобюлеге на півдні. На півдні вузькою протокою відокремлюється від сусіднього острова Кугун-Арита, на північному сході — від островами Оїннігес-Ари. Острів має видовжену форму, простягається з північного сходу на південний захід. Висота до 5 м на сході та 3 м на півночі. Вкритий болотами, має багато невеликих озер, в центрі вузька протока, яка розділяє його на 2 частини. На північному сході оточений мілинами.
| Росія | Це незавершена стаття з географії Росії. Ви можете допомогти проєкту, виправивши або дописавши її. |